# Parafia Trójcy Przenajświętszej w Gierwiatach
Parafia Trójcy Przenajświętszej w Gierwiatach – rzymskokatolicka parafia znajdująca się w diecezji grodzieńskiej, w dekanacie Ostrowiec, na Białorusi.
Do parafii należą trzy kaplice filialne:
- św. Rodziny w Girach
- św. Stanisława Biskupa w Sokołojciach
- Miłosierdzia Bożego w Zawielcach

## Historia
7 lutego 1536 parafię ufundował i erygował biskup wileński Jan z Książąt Litewskich, wydzielając jej obszar z parafii w Wornianach. Gierwiaty w Rzeczypospolitej Obojga Narodów były dobrami stołowymi katedry wileńskiej do 1795, kiedy zaborca rosyjski uczynił z nich własność skarbu carskiego. Kolatorami parafii byli biskupi wileńscy.
Od początków swego istnienia parafia należała do diecezji wileńskiej. W XVIII w. wchodziła w skład dekanatu oszmiańskiego. W XIX parafia należała do dekanatu wileńskiego powiatowego, natomiast w II Rzeczypospolitej do dekanatu Worniany.
Obecny kościół zbudowano w latach 1899–1903 nakładem parafian. Parafia była niejednorodna etnicznie, gdyż oprócz ludności polskiej, dużą liczbę tutejszych katolików stanowili Litwini. Wraz z pojawieniem się litewskiej świadomości narodowej, od końca XIX w. kierowano prośby o wprowadzenie w Gierwiatach nabożeństw i śpiewów także w języku litewskim, co zostało spełnione w 1914. Lituanizacje popierali gierwiaccy proboszczowie tego okresu, którymi od początku XX w. byli Litwini. W okresie międzywojennym na tle językowym dochodziło do sporów pomiędzy parafianami obu narodowości. Proboszcz ks. Ambroży Jakowanis 21 kwietnia 1927 został aresztowany przez polskie władze za generowanie konfliktów polsko-litewskich i osadzony na Łukiszkach. Kolejny proboszcz, mianowany w 1928 ks. Daniel Bujwis, odmawiał katechizacji dzieci w języku polskim, wobec czego interweniowały władze kościelne i jeszcze w tym samym roku odwołały go z probostwa. Później proboszczami zostawali Polacy. Od 1932 był nim ks. Stanisław Chodyko. Podczas II wojny światowej staraniem tutejszego wikariusza ks. Jonasa Gilisa powstało w Gierwiatach litewskie progimnazjum.
W 1945 Gierwiaty znalazły się w granicach Związku Sowieckiego. W 1950 ks. Stanisław Chodyko został zesłany do łagru, a kościół zamknięty, jednak dzięki staraniom parafian, świątynia została ponownie otwarta w 1951 i od tego czasu działa nieprzerwanie. W 1956, gdy ks. Chodyko powrócił z łagru, parafia wznowiła działalność. Od 1991 parafia znajduje się w diecezji grodzieńskiej.